# Nati nel 1933/Gennaio
| Questa pagina contiene informazioni ricavate automaticamente dalle voci biografiche con l'ausilio del template Bio e di un bot. L'aggiornamento è periodico e automatico e ricostruisce completamente la pagina. Se manca una persona in questa lista, sei pregato di non aggiungerla, ma accertati piuttosto che la sua voce biografica contenga il template Bio e che i dati anagrafici siano correttamente compilati. Se il template Bio manca, inseriscilo tu stesso o, in alternativa, metti l'avviso {{tmp\|Bio}} che ne segnala la mancanza. Se i dati riportati sono sbagliati, correggi direttamente la voce biografica; le modifiche saranno visibili in questa lista entro pochi giorni. Per chiarimenti vedi il progetto biografie. La lista contiene solo le 193 persone che sono citate nell'enciclopedia e per le quali è stato implementato correttamente il template Bio. Pagina aggiornata al 10 ago 2025. |

- 1º gennaio - Ninì Ardito, arbitro di pallacanestro italiano († 2016)
- 1º gennaio - Carlo Alberto Cernuschi, ex calciatore italiano
- 1º gennaio - Rudy De Cadaval, poeta e saggista italiano († 2021)
- 1º gennaio - Ford Konno, ex nuotatore statunitense
- 1º gennaio - Alicia Nash, fisica e informatica statunitense († 2015)
- 1º gennaio - Waichirō Ōmura, calciatore giapponese
- 1º gennaio - Joe Orton, drammaturgo inglese († 1967)
- 1º gennaio - Luigi Pennacchio, saltatore con gli sci italiano († 2001)
- 1º gennaio - Achille Solano, archeologo italiano († 2012)
- 1º gennaio - Tadeusz Trojanowski, lottatore polacco († 1997)
- 1º gennaio - Giuseppe Viola, pittore italiano († 2010)
- 2 gennaio - Armando Carta, ex calciatore italiano
- 2 gennaio - Giuseppe Costanzo, arcivescovo cattolico italiano
- 2 gennaio - Leonard Michaels, scrittore statunitense († 2003)
- 2 gennaio - Seiichi Morimura, scrittore giapponese († 2023)
- 2 gennaio - Richard Riley, politico statunitense
- 3 gennaio - Long Boret, politico cambogiano († 1975)
- 3 gennaio - Ettore Caracciolo, psicologo italiano († 2011)
- 3 gennaio - Tito Cortese, giornalista e conduttore televisivo italiano
- 3 gennaio - Anya Linden, ex ballerina e filantropa britannica
- 3 gennaio - Rolf Steiner, mercenario tedesco
- 4 gennaio - Elia II, monaco cristiano e arcivescovo ortodosso georgiano
- 4 gennaio - Angelo Miserocchi, ciclista su strada italiano († 2021)
- 4 gennaio - Andrzej Trautman, fisico e matematico polacco
- 5 gennaio - Emilio Conciatori, artista e pittore italiano († 2017)
- 5 gennaio - Derek Johnson, mezzofondista e velocista britannico († 2004)
- 5 gennaio - Luciano Nizzola, dirigente sportivo e avvocato italiano († 2022)
- 6 gennaio - Leszek Drogosz, pugile e attore polacco († 2012)
- 6 gennaio - Mike Lane, attore e wrestler statunitense († 2015)
- 6 gennaio - Oleg Grigor'evič Makarov, cosmonauta sovietico († 2003)
- 6 gennaio - Michele Saponara, avvocato e politico italiano
- 6 gennaio - Justo Tejada, calciatore spagnolo († 2021)
- 6 gennaio - Fred Turner, imprenditore statunitense († 2013)
- 6 gennaio - Mario Uderzo, scrittore, teologo e regista italiano
- 7 gennaio - Nicette Bruno, attrice brasiliana († 2020)
- 7 gennaio - David Dalby, linguista britannico († 2022)
- 7 gennaio - René Daubinet, ex pallanuotista francese
- 7 gennaio - Franco Debenedetti, dirigente d'azienda, imprenditore e politico italiano
- 7 gennaio - Carlo Fuscagni, giornalista italiano († 2022)
- 7 gennaio - Anna Maria Zampieri Pan, giornalista italiana
- 8 gennaio - Floriano Bodini, scultore, incisore e medaglista italiano († 2005)
- 8 gennaio - Leo Honkala, lottatore finlandese († 2015)
- 8 gennaio - Bill Johnson, cestista statunitense († 2011)
- 8 gennaio - Michail Kulakov, pittore russo († 2015)
- 8 gennaio - Juan Marsé, scrittore spagnolo († 2020)
- 8 gennaio - Mariam Fakhr Eddine, attrice egiziana († 2014)
- 8 gennaio - Straub e Huillet, regista e sceneggiatore francese († 2022)
- 8 gennaio - Z'ev ben Shimon Halevi, scrittore e insegnante britannico († 2020)
- 9 gennaio - Roy Dwight, allenatore di calcio e calciatore inglese († 2002)
- 9 gennaio - Sergio Guenza, allenatore di calcio e calciatore italiano († 2020)
- 9 gennaio - Ken Barrie, doppiatore e cantante britannico († 2016)
- 9 gennaio - Wilbur Smith, scrittore zambiano († 2021)
- 9 gennaio - Günther Wirth, calciatore tedesco orientale († 2020)
- 9 gennaio - Borislav Ćorković, cestista e allenatore di pallacanestro jugoslavo († 2006)
- 10 gennaio - Francesco Catanzariti, sindacalista e politico italiano († 2024)
- 10 gennaio - Gaynor Flanagan, cestista australiana († 1999)
- 10 gennaio - Anton Rodgers, attore e cantante britannico († 2007)
- 10 gennaio - Julien Stopyra, calciatore francese († 2015)
- 11 gennaio - Juan García-Santacruz Ortiz, vescovo cattolico spagnolo († 2011)
- 11 gennaio - Renato Gelio, calciatore italiano († 1995)
- 11 gennaio - Goldie Hill, cantautrice statunitense († 2005)
- 11 gennaio - Kiyoshi Kobayashi, doppiatore giapponese († 2022)
- 11 gennaio - Mariko Okada, attrice giapponese
- 11 gennaio - Antonio Possenti, pittore e illustratore italiano († 2016)
- 11 gennaio - Valerij Nikolaevič Sagatovskij, filosofo russo († 2014)
- 11 gennaio - Bruno Spaggiari, pilota motociclistico italiano
- 12 gennaio - Adésio, calciatore brasiliano († 2009)
- 12 gennaio - Michael Aspel, conduttore televisivo britannico
- 12 gennaio - Giuseppe Astone, politico italiano
- 12 gennaio - Liliana Cavani, regista e sceneggiatrice italiana
- 12 gennaio - Kamal al-Ganzuri, politico egiziano († 2021)
- 12 gennaio - Giuliano Gradi, politico italiano († 2014)
- 13 gennaio - Tom Gola, cestista e allenatore di pallacanestro statunitense († 2014)
- 13 gennaio - Ron Goulart, scrittore statunitense († 2022)
- 13 gennaio - Maria Luisa di Bulgaria, principessa bulgara
- 13 gennaio - Paul Valadier, filosofo e presbitero francese
- 14 gennaio - Stan Brakhage, regista statunitense († 2003)
- 14 gennaio - Horace Dobbs, chimico e scrittore inglese
- 14 gennaio - Luigi Gnocchi, velocista italiano († 2014)
- 14 gennaio - Giorgio Odling, calciatore italiano († 2007)
- 15 gennaio - Giuseppe Catalani, ex calciatore italiano
- 15 gennaio - Arnol'd Černuševič, schermidore sovietico († 1991)
- 15 gennaio - Francesco Cimino, politico italiano
- 15 gennaio - Ernest J. Gaines, scrittore statunitense († 2019)
- 16 gennaio - Gianfranco Bettetini, regista, semiologo e critico televisivo italiano († 2017)
- 16 gennaio - Enrico De Lorenzo, bobbista italiano († 2021)
- 16 gennaio - Mark Forest, attore e culturista statunitense († 2022)
- 16 gennaio - Adriano Manzino, ex calciatore italiano
- 16 gennaio - Silvio Smersy, calciatore italiano († 2001)
- 16 gennaio - Susan Sontag, scrittrice, filosofa e storica statunitense († 2004)
- 17 gennaio - Renzo Alverà, bobbista italiano († 2005)
- 17 gennaio - Dalida, cantante e attrice italiana († 1987)
- 17 gennaio - László Lachos, calciatore ungherese († 2004)
- 17 gennaio - Philome Laguerre, ex sollevatore haitiano
- 17 gennaio - Angelo Longoni, allenatore di calcio e calciatore italiano († 1993)
- 17 gennaio - Dan Waern, ex mezzofondista svedese
- 18 gennaio - Roger Balian, fisico francese
- 18 gennaio - África Battaglia, cestista paraguaiana († 1999)
- 18 gennaio - John Boorman, regista, sceneggiatore e produttore cinematografico britannico
- 18 gennaio - Alberto Comin, ex rugbista a 15 italiano
- 18 gennaio - Ray Dolby, inventore, ingegnere e fisico statunitense († 2013)
- 18 gennaio - Maurice Fournier, altista francese († 2024)
- 18 gennaio - Lev Petrovič Pitaevskij, fisico russo († 2022)
- 18 gennaio - Lyla Rocco, attrice italiana († 2015)
- 18 gennaio - Jean Vuarnet, sciatore alpino e allenatore di sci alpino francese († 2017)
- 19 gennaio - George Coyne, astronomo e gesuita statunitense († 2020)
- 19 gennaio - Edith Kline, cestista statunitense († 1997)
- 19 gennaio - François Rauber, arrangiatore, compositore e direttore d'orchestra francese († 2003)
- 19 gennaio - Angélico Sândalo Bernardino, vescovo cattolico brasiliano († 2025)
- 19 gennaio - Takanao Satō, pallanuotista giapponese
- 19 gennaio - Rudi Vogt, cestista tedesco († 2018)
- 20 gennaio - Nicolò Amato, giurista italiano († 2021)
- 20 gennaio - Beppe Bigazzi, dirigente d'azienda, gastronomo e giornalista italiano († 2019)
- 20 gennaio - Gabriele De Toni, ex calciatore italiano
- 20 gennaio - Giorgio Ferrarese, matematico italiano
- 20 gennaio - Swede Halbrook, cestista statunitense († 1988)
- 20 gennaio - Gérard Hernandez, attore e doppiatore spagnolo
- 20 gennaio - Don Thompson, marciatore britannico († 2006)
- 21 gennaio - Mansour Diagne, ex cestista senegalese
- 21 gennaio - Arturo Falaschi, genetista italiano († 2010)
- 21 gennaio - Anthony Marchi, calciatore e allenatore di calcio inglese († 2022)
- 21 gennaio - Julieta Serrano, attrice spagnola
- 21 gennaio - Habib Thiam, politico senegalese († 2017)
- 21 gennaio - Lauro Toneatto, calciatore e allenatore di calcio italiano († 2010)
- 22 gennaio - Giovanni Azzaretti, politico italiano († 2015)
- 22 gennaio - Jean-Pierre Bernard, attore francese († 2017)
- 22 gennaio - Jurij Česnokov, pallavolista, allenatore di pallavolo e dirigente sportivo sovietico († 2010)
- 22 gennaio - Guido Lemmi, speleologo italiano († 2011)
- 22 gennaio - Lennie Rosenbluth, cestista statunitense († 2022)
- 23 gennaio - Gianni Agnello, fumettista e pianista italiano († 2004)
- 23 gennaio - Narcis Bonet, compositore spagnolo († 2019)
- 23 gennaio - Bill Hayden, politico australiano († 2023)
- 23 gennaio - Chita Rivera, attrice, ballerina e cantante statunitense († 2024)
- 23 gennaio - Rino Serri, politico italiano († 2006)
- 23 gennaio - Tove Søby, ex canoista danese
- 24 gennaio - Bob Beattie, allenatore di sci alpino e commentatore televisivo statunitense († 2018)
- 24 gennaio - Asim Ferhatović, calciatore jugoslavo († 1987)
- 24 gennaio - Nico Fidenco, cantautore e compositore italiano († 2022)
- 24 gennaio - Erich Linemayr, arbitro di calcio austriaco († 2016)
- 24 gennaio - Piet Van Huele, cestista belga († 2008)
- 24 gennaio - Erwin Waldner, calciatore tedesco († 2015)
- 25 gennaio - Corazon Aquino, politica filippina († 2009)
- 25 gennaio - Aldo Carotenuto, psicoanalista, filosofo e scrittore italiano († 2005)
- 25 gennaio - Mario Cecchini, vescovo cattolico italiano († 2021)
- 25 gennaio - Antōnīs Geōrgiadīs, allenatore di calcio e calciatore greco († 2020)
- 25 gennaio - Neva Jane Langley, modella statunitense († 2012)
- 25 gennaio - Goffrey E. R. Lloyd, storico britannico
- 25 gennaio - Salvatore Pelliccioni, ex tiratore a volo sammarinese
- 25 gennaio - René Sintès, pittore francese
- 26 gennaio - Ercole Baldini, ciclista su strada e pistard italiano († 2022)
- 26 gennaio - Bengt Berndtsson, calciatore svedese († 2015)
- 26 gennaio - Salvatore Cortese, inventore italiano († 2007)
- 26 gennaio - Vito Ferrara, politico italiano († 1997)
- 26 gennaio - Anil Ganguly, regista e sceneggiatore indiano († 2016)
- 26 gennaio - Javier Lozano Barragán, cardinale e arcivescovo cattolico messicano († 2022)
- 26 gennaio - Ian MacFarlane, allenatore di calcio e calciatore scozzese († 2019)
- 26 gennaio - Juan Carlos Díaz Quincoces, calciatore spagnolo († 2002)
- 26 gennaio - Silvano Tessari, ciclista su strada italiano († 2002)
- 26 gennaio - Eldar Šengelaja, regista, sceneggiatore e politico georgiano († 2025)
- 27 gennaio - Jerry Buss, imprenditore e giocatore di poker statunitense († 2013)
- 27 gennaio - Alfonso Desiata, dirigente d'azienda italiano († 2006)
- 27 gennaio - Nikolaj Fadeečev, ballerino russo († 2020)
- 27 gennaio - Niccolò Grassi Bertazzi, politico italiano
- 27 gennaio - Rok Klopčič, violinista, musicologo e docente sloveno († 2010)
- 27 gennaio - Tony Windis, cestista statunitense († 2024)
- 28 gennaio - Carlo Battaglia, pittore italiano († 2005)
- 28 gennaio - Luciano Biasutti, trombettista italiano
- 28 gennaio - Charles Borromel, attore inglese († 2007)
- 28 gennaio - Jack Hill, regista e sceneggiatore statunitense
- 28 gennaio - Erik Hornung, egittologo lettone († 2022)
- 28 gennaio - Armando Lombardo, attore, regista teatrale e scrittore italiano
- 28 gennaio - Vadim Lysenko, regista sovietico
- 28 gennaio - Bruno Modugno, giornalista, scrittore e regista italiano († 2020)
- 28 gennaio - Helena Tattermuschová, soprano ceco († 2025)
- 29 gennaio - 75 Cents, cantante croato († 2010)
- 29 gennaio - William Alonso, economista statunitense († 1999)
- 29 gennaio - Françoise Brion, attrice francese
- 29 gennaio - Sacha Distel, cantante, chitarrista e compositore francese († 2004)
- 29 gennaio - Paolo Grossi, giurista e storico italiano († 2022)
- 29 gennaio - Giovanni Lubrano di Ricco, politico italiano († 2015)
- 30 gennaio - Milena Blahoutová, cestista cecoslovacca († 2018)
- 30 gennaio - Piero Corradini, orientalista italiano († 2006)
- 30 gennaio - Dolores Michaels, attrice statunitense († 2001)
- 30 gennaio - Luciano Nobili, calciatore italiano († 2016)
- 30 gennaio - Sergio Renán, regista cinematografico, sceneggiatore e attore argentino († 2015)
- 30 gennaio - Louis Rukeyser, giornalista statunitense († 2006)
- 30 gennaio - Maximilian Schindele, dirigente d'azienda tedesco († 2013)
- 31 gennaio - Aníbal Alzate, calciatore colombiano († 2016)
- 31 gennaio - Paola Faloja, regista, attrice e traduttrice italiana († 2013)
- 31 gennaio - Alberto Gandossi, pilota motociclistico italiano
- 31 gennaio - Morton Mower, cardiologo statunitense († 2022)
- 31 gennaio - Bernardo Provenzano, mafioso italiano († 2016)
- 31 gennaio - Jun John Sakurai, fisico giapponese († 1982)